# 李长铎
李长铎（1941年l0月—），男，汉族，河南济源人，中华人民共和国政治人物，曾任河南省人大常委会副主任，第七、十届全国人大代表。